# Кэнтон, Нил
Нил Кэнтон (англ. Neil Canton; род. 30 мая 1948 года) — американский кинопродюсер. За свою работу над трилогией «Назад в будущее» номинировался на премию BAFTA.

## Биография
Нил Кэнтон родился 30 мая 1948 года в Нью-Йорке. Его брат — продюсер Марк Кэнтон. Они вместе работали над картиной «Убрать Картера».
С 1980-х женат на Мери Жаклин Спайсер (англ. Marie Jacqueline Spicer), у пары двое детей. Сейчас проживает в Нью-Йорке.

## Фильмография
| Кино | Кино                                               | Кино                                                       | Кино                                           | Кино |
| Год  | Название                                           | В оригинале                                                | Обязанности                                    |      |
| ---- | -------------------------------------------------- | ---------------------------------------------------------- | ---------------------------------------------- | ---- |
| 2011 | Первоклассный кулинар                              | Ace Of Cakes                                               | играет самого себя                             |      |
| 2006 | Оглядываясь назад в будущее                        | Looking Back At The Future                                 | играет самого себя, интервью                   |      |
| 2005 | Земля мёртвых                                      | Land Of The Dead                                           | сопродюсер                                     |      |
| 2005 | Феномен «Воинов»                                   | «The Warriors»: The Phenomenon                             | играет самого себя, интервью                   |      |
| 2003 | Создание «Трассы 60»                               | The Making Of «Interstate 60»                              | играет самого себя, интервью                   |      |
| 2002 | 24 часа                                            | Trapped                                                    | исполнительный продюсер                        |      |
| 2002 | Трасса 60                                          | Interstate 60                                              | продюсер                                       |      |
| 2001 | Глаза ангела                                       | Angel Eyes                                                 | исполнительный продюсер                        |      |
| 2000 | Убрать Картера                                     | Get Carter                                                 | продюсер                                       |      |
| 2000 | Дуэты                                              | Duets                                                      | исполнительный продюсер                        |      |
| 1995 | Денежный поезд                                     | Money Train                                                | продюсер                                       |      |
| 1993 | Джеронимо: Американская легенда                    | Geronimo: An American Legend                               | продюсер                                       |      |
| 1992 | Чужая территория                                   | Trespass                                                   | продюсер                                       |      |
| 1990 | Назад в будущее 3                                  | Back To The Future 3                                       | продюсер                                       |      |
| 1989 | Назад в будущее 2                                  | Back To The Future 2                                       | продюсер                                       |      |
| 1988 | Гольф-клуб 2                                       | Caddyshack II                                              | продюсер                                       |      |
| 1987 | Иствикские ведьмы                                  | The Witches Of Eastwick                                    | продюсер                                       |      |
| 1985 | Назад в будущее                                    | Back To The Future                                         | продюсер                                       |      |
| 1984 | Приключения Бакару Банзая: Через восьмое измерение | The Adventures Of Buckaroo Banzai Across The 8th Dimension | продюсер                                       |      |
| 1980 | Кровавый пляж                                      | Blood Beach                                                | ассоциативный продюсер                         |      |
| 1979 | Воины                                              | The Warriors                                               | ассистент                                      |      |
| 1977 | Последний вальс                                    | The Last Waltz                                             | производственный ассистент                     |      |
| 1976 | Торговцы грёзами                                   | Nickelodeon                                                | производственный ассистент                     |      |
| 1973 | Бумажная луна                                      | Paper Moon                                                 | производственный ассистент                     |      |
| 1972 | В чём дело, док?                                   | What’s Up, Doc?                                            | помощник руководителя производственного отдела |      |

## Награды
- 1985: BAFTA Awards: «Премия BAFTA за лучший фильм» (Назад в будущее) — номинация
- 1993: Western Heritage Awards: «Theatrical Motion Picture» (Джеронимо: Американская легенда) — награда